# アドラステア (小惑星)
アドラステア (239 Adrastea) は、小惑星帯に位置する典型的な小惑星の一つ。
1884年8月18日にオーストリアの天文学者、ヨハン・パリサがウィーンで発見し、ギリシア神話に登場するニュンペーの一人アドラステイア (Adrasteia) にちなんで命名された。なお、木星の衛星にも同名のアドラステアがある。